# Любимовка (Кореневский район)
Любимовка — село в Кореневском районе Курской области. Административный центр Любимовского сельсовета.

## География
Село находится на реке Снагость, в 9 км от российско-украинской границы, в 93 км к юго-западу от Курска, в 15 км к юго-востоку от районного центра — посёлка городского типа Коренево.
Улицы
В селе улицы: Долгая, Загребелька, Зелёная, Кут, Новая, Слободка, Средняя.
Климат
Любимовка, как и весь район, расположена в поясе умеренно континентального климата с тёплым летом и относительно тёплой зимой (Dfb в классификации Кёппена).
| Показатель                                                                   | Янв. | Фев. | Март | Апр. | Май  | Июнь | Июль | Авг. | Сен. | Окт. | Нояб. | Дек. | Год  |
| ---------------------------------------------------------------------------- | ---- | ---- | ---- | ---- | ---- | ---- | ---- | ---- | ---- | ---- | ----- | ---- | ---- |
| Средний суточный максимум, °C                                                | −3,4 | −2,3 | 3,8  | 13,6 | 19,8 | 23,1 | 25,5 | 24,9 | 18,6 | 11   | 3,9   | −0,6 | 11,5 |
| Средняя температура, °C                                                      | −5,5 | −4,9 | 0    | 8,7  | 15,1 | 18,7 | 21,1 | 20,3 | 14,4 | 7,7  | 1,7   | −2,6 | 7,9  |
| Средний суточный минимум, °C                                                 | −8   | −8,1 | −4,1 | 3,2  | 9,5  | 13,4 | 16,1 | 15,1 | 10,1 | 4,3  | −0,6  | −4,8 | 3,8  |
| Норма осадков, мм                                                            | 50   | 43   | 49   | 49   | 62   | 70   | 77   | 51   | 56   | 55   | 46    | 48   | 656  |
| Источник: Погода по месяцам c ru.climate-data.org(дата обращения: Июль 2021) |      |      |      |      |      |      |      |      |      |      |       |      |      |

## История
В 1707 году братья Иван и Андрей Щекины построили в своей вотчине Любимовке Покровскую церковь.
В августе 2024 года село было оккупировано ВСУ в ходе боёв в Курской области. 13 октября освобождено ВС РФ.

## Население
| 2002 | 2010 |
| ---- | ---- |
| 747  | ↘560 |

## Инфраструктура
Личное подсобное хозяйство. Школа. Сельская администрация. Покровская церковь. В селе 320 домов.

## Транспорт
Любимовка находится в 3 км от автодороги регионального значения 38К-030 (Рыльск — Коренево — Суджа), в 8 км от автодороги 38К-006 (Коренево — Троицкое), в 10 км от автодороги 38К-007 (38К-006 — Комаровка — Глушково), в 10 км от автодороги межмуниципального значения 38Н-159 (38К-006 — Краснооктябрьское), на автодороге 38Н-160 (38К-006 — Любимовка — 38К-030 с подъездом к с. Обуховка), в 12 км от ближайшего ж/д остановочного пункта 351 км (линия 322 км — Льгов I). Остановка общественного транспорта.
В 132 км от аэропорта имени В. Г. Шухова (недалеко от Белгорода).

## Достопримечательности
- Церковь Покрова Пресвятой Богородицы (архитектор Н. П. Чурилов[10], 1877[11]).